# Bléruais
Bléruais (bretonisch: Blerwaz; Gallo: Bleruaz) ist eine französische Gemeinde mit 98 Einwohnern (Stand: 1. Januar 2022) im Département Ille-et-Vilaine in der Region Bretagne; sie gehört zum Arrondissement Rennes und zum Kanton Montauban-de-Bretagne.
Die Einwohner werden Bléruaisiens genannt.

## Geographie
Bléruais liegt etwa 29 Kilometer westlich von Rennes. Der Fluss Meu bildet die nördliche Gemeindegrenze, im Süden verläuft sein Zufluss Comper. 

### Nachbargemeinden
Umgeben ist Bléruais von den Nachbargemeinden Muel im Westen und Norden, Saint-Maugan im Norden und Nordosten, Saint-Gonlay im Osten sowie Saint-Malon-sur-Mel im Süden.

## Bevölkerungsentwicklung
| Jahr                      | 1962 | 1968 | 1975 | 1982 | 1990 | 1999 | 2009 | 2020 |
| Einwohner                 | 118  | 109  | 104  | 86   | 62   | 60   | 96   | 101  |
| Quelle: Cassini und INSEE |      |      |      |      |      |      |      |      |

## Sehenswürdigkeiten

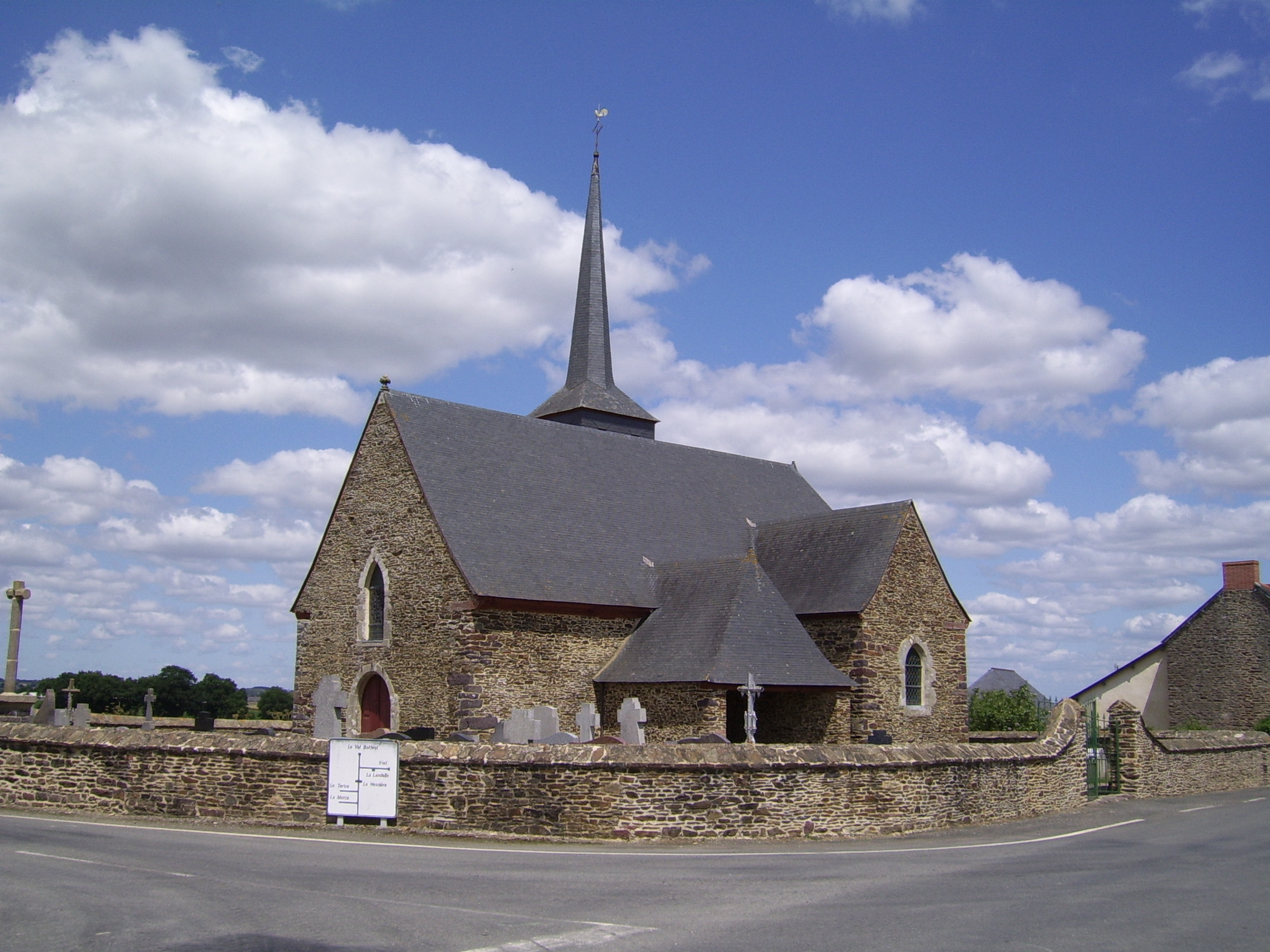
Kirche Saint-Armel

- Kirche Saint-Armel